# Каубой (филм, 1958)
„Каубой“ (на английски: Cowboy) е уестърн на режисьора Делмар Дейвс, който излиза на екран през 1958 година, с участието на Глен Форд и Джак Лемън.

## Сюжет
Франк Харис има романтични представи за живота на каубоя, те са разбити, когато се сдружава с опитния кайбой Том Рийс. Той трябва да го съпроводи при прекарването на стадо говеда. Харис разбира, че трагедията, насилието и смъртта са част от битието на каубоя. Но не станеш ли каубой, не можеш да станеш мъж.

## В ролите
| Актьор         | Роля                |
| -------------- | ------------------- |
| Джак Лемън     | Франк Харис         |
| Глен Форд      | Том Рийс            |
| Ана Кашфи      | Мария Видал, Ариага |
| Дик Йорк       | Чарли               |
| Брайън Донлеви | Док Бендер          |
| Кинг Донован   | Джо Капър           |